# Carl Jacob Löwig

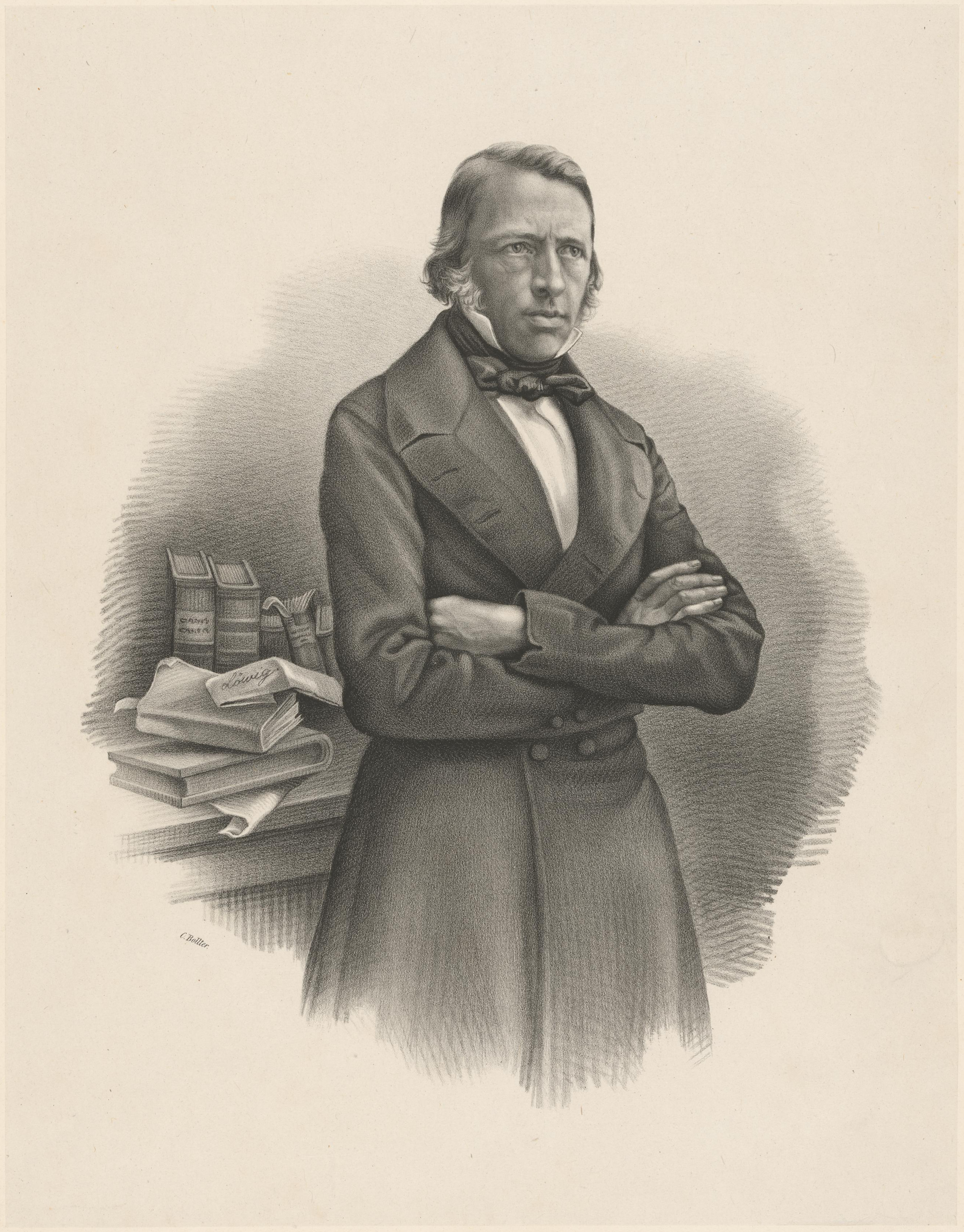
Carl Jacob Löwig

Carl Jacob Löwig, född 17 mars 1803 i Bad Kreuznach, död 27 mars 1890 i Breslau, var en tysk kemist.
Löwig blev professor 1833 i Zürich, 1853 (som Robert Wilhelm Bunsens efterträdare) i Breslau. Förutom en mängd monografier över bland annat  mineralvatten och de organiska metallradikalerna författade han några större arbeten, bland dem Grundriss der organischen Chemie (1852), i vilket verk han angående de organiska kropparnas konstitution uttalar åsikter, som i mycket föregriper kemins teorier, sådana de utvecklades under 1800-talets andra hälft och tidigt 1900-tal. Han hade även stor förtjänst om den kemiska industrins utveckling i Schlesien.